# Лири, Денис
Де́нис Ко́лин Ли́ри (англ. Denis Colin Leary; род. 18 августа 1957, Вустер, Массачусетс, США) — американский актёр, комик, режиссёр, продюсер, сценарист и композитор.

## Биография
Денис Лири родился 18 августа 1957 года в Вустере, Массачусетс, сын католических ирландских иммигрантов. Мать, Нора, была горничной, а его покойный отец, Джон Лири, автомехаником. Так как и его родители из Килларни, графство Керри, Ирландия, Лири имеет как ирландское, так и американское гражданство. Лири является комиком, а также двоюродным братом Конана О’Брайена, ведущего шоу «Поздняя ночь с Конаном О`Брайеном». и в шутку говорит, что «все ирландцы связаны между собой». Лири окончил среднюю школу Saint Peter-Marian, в Вустере.
Лири — выпускник Эмерсоновского колледжа в Бостоне, где с ним учились другие известные люди: Марио Кантоне, который остаётся его близким другом, юморист Стивен Райт и актриса Джина Гершон, которая также училась в этом колледже в то же время, что и Лири. В школе, он и Джоди Хаффнер были соучредителями комедийного семинара Эмерсоновского колледжа, труппы, которая продолжает работать на территории учебного заведения и по сей день. После окончания Эмерсоновского колледжа в 1979 году, успешный и очень прилежный студент получил предложение остаться преподавать, которое он принял, и следующие пять лет проработал преподавателем английской литературы. В 2005 году Денису Лири было присвоено звание Почётного Профессора Эмерсоновского колледжа. Он, таким образом, был записан как «Доктор Денис Лири» на обложке его книги «Why We Suck».

### Карьера
Лири начал работать как актёр на сцене Бостона комедиях 1980-х годов, где он провёл своё собственное шоу «Play It Again Sam’s» в подземном клубе. Он также появился в местном комедийном сериале, «Lenny Clarke’s Late Show», организованным его другом Ленни Кларком и бостонским комедийным писателем Мартином Олсоном. Лири и Кларк вместе снимались в документальном фильме «When Stand Up Stood Out». Именно в это время, он разработал свой сценический образ. Лири также появился в пародийном шоу MTV «Remote Control», играя таких людей, как Кит Ричардс из Rolling Stones, «брата» соведущего Колина Куинна, и художника Энди Уорхола.
17 ноября 2010 года Денис Лири получил роль Джорджа Стейси в фильме «Новый Человек-паук», который вышел в 2012 году.
Принимал участие (как приглашённый гость) в мультсериале «Симпсоны» (2 серия 20 сезон).

### Личная жизнь
Лири женат на своей бывшей ученице из Эмерсоновского колледжа Энн Лембек, с 1989 года. У них двое детей: сын Джон Джозеф (род. 1990) и дочь Девин (род. 1992). Энн Лембек Лири опубликовала мемуары, «An Innocent, a Broad», о преждевременных родах своего сына во время их с мужем визита в Англию. Она также написала роман, «Outtakes From a Marriage», который был опубликован в 2008 году.

## Фильмография
| Год       | Название                                    | Роль                        | Примечание                                              |
| --------- | ------------------------------------------- | --------------------------- | ------------------------------------------------------- |
| 1987      | Long Walk to Forever                        | Тритон                      | короткометражка                                         |
| 1991      | Только бизнес                               | Джейк                       | камео                                                   |
| 1993      | Площадка                                    | Билл                        |                                                         |
| 1993      | Кто этот тип?                               | Сержант Купер               |                                                         |
| 1993      | Разрушитель                                 | Эдгар Фрэндли               |                                                         |
| 1993      | Заряженное оружие                           | Майк МакКракен              | камео, исполнил песню You Really Got Me                 |
| 1993      | Ночь страшного суда                         | Фэллон                      |                                                         |
| 1994      | Осторожно, заложник!                        | Гас                         |                                                         |
| 1994      | Стрелок                                     | Армор О’Мэлли               |                                                         |
| 1994      | Прирождённые убийцы                         | лицо, содержащееся в тюрьме | режиссёрская версия, камео                              |
| 1995      | Любимые смертные грехи                      | Джейк                       | телефильм, также режиссёр сегмента «Lust»               |
| 1995      | Операция «Дамбо»                            | Лейтенант Дэвид Пул         |                                                         |
| 1995      | Неоновая Библия                             | Фрэнк                       |                                                         |
| 1996      | Тёмный мир                                  | Джонни Краун / Джонни Элт   |                                                         |
| 1996      | Двое у моря                                 | Фрэнсис «Фрэнк» О`Брайен    | также сценарист                                         |
| 1997      | Заговор против Америки                      | Винни Франко                | телефильм                                               |
| 1997      | Криминальный роман                          | Джек Ханауэй                | также продюсер                                          |
| 1997      | Не прислоняться                             | парень в инвалидной коляске | телефильм, сегмент «The Red Shoes»                      |
| 1997      | Плутовство                                  | Фэд Кинг                    |                                                         |
| 1997      | Короли самоубийства                         | Лоно Веччио                 |                                                         |
| 1997      | Настоящая блондинка                         | Дуг                         |                                                         |
| 1997      | Сводник                                     | Ник                         |                                                         |
| 1998      | Доносчик                                    | Бобби О’Грейди              | также сценарист (в титрах не указан)                    |
| 1998      | Пробуждение                                 | Мистер Бил                  |                                                         |
| 1998      | Солдатики                                   | Гил Марс                    |                                                         |
| 1998      | Приключения Флика                           | Фрэнсис                     | озвучка                                                 |
| 1999      | Настоящее преступление                      | Боб Финдли                  |                                                         |
| 1999      | Сын Иисуса                                  | Уэйн                        |                                                         |
| 1999      | Беспокойный свидетель                       | Саймон                      |                                                         |
| 1999      | Афера Томаса Крауна                         | Детектив Майкл МакКэнн      |                                                         |
| 2000      | Песок                                       | Тедди                       |                                                         |
| 2000      | Лодка                                       | пожарный                    |                                                         |
| 2000      | Свой парень                                 | Офицер Фрай                 |                                                         |
| 2001      | Наперекосяк                                 | Рэй Плуто                   | также продюсер (в титрах не указан)                     |
| 2001      | Финал                                       | Билл                        | исполнил песню Little Sister                            |
| 2002      | Плохой парень                               | Дуглас «Дог» Манфорд        |                                                         |
| 2002      | Ледниковый период                           | Диего                       | озвучка                                                 |
| 2002      | Тайная жизнь дантистов                      | Слэйтер                     |                                                         |
| 2003      | When Stand Up Stood Out                     | в роли самого себя          | документальный                                          |
| 2003      | The Curse of the Bambino                    | в роли самого себя          | документальный                                          |
| 2003      | Reverse of the Curse of the Bambino         | в роли самого себя          | документальный (сиквел)                                 |
| 2006      | Ледниковый период 2: Глобальное потепление  | Диего                       | озвучка                                                 |
| 2008      | Пересчёт                                    | Майкл Уоули                 | телефильм                                               |
| 2009      | Ледниковый период 3: Эра динозавров         | Диего                       | озвучка                                                 |
| 2012      | Новый Человек-паук                          | Капитан Джордж Стейси       |                                                         |
| 2012      | Ледниковый период 4: Континентальный дрейф  | Диего                       | озвучка                                                 |
| 2014      | День драфта                                 | Винс Пенн                   |                                                         |
| 2014      | Новый Человек-паук. Высокое напряжение      | Капитан Джордж Стейси       | в титрах не указан                                      |
| 2015      | Хватай и беги                               | Рик Уилсон                  |                                                         |
| 2015—2016 | Секс, наркотики и рок-н-ролл                | Джонни Рок                  | телесериал                                              |
| 2016      | Ледниковый период 5: Столкновение неизбежно | Диего                       | озвучка                                                 |
| 2023      | Человек-паук: Паутина вселенных             | Капитан Джордж Стейси       | Использовались архивные кадры фильма Новый Человек-Паук |
| 2024      | За красивым фасадом                         | Майки                       |                                                         |
| 2025      | Oh. What. Fun.                              |                             |                                                         |
| 2026      | Ледниковый период 6                         | Диего                       | озвучка                                                 |

## Награды и номинации
| Год  | Результат | Награда                               | Категория | Фильм/Шоу                     |
| ---- | --------- | ------------------------------------- | --- | ----------------------------- |
| 2009 | Номинация | Золотой глобус                        | Best Performance by an Actor in a Supporting Role in a Series, Mini-Series or Motion Picture Made for Television | Пересчёт (2008)               |
| 2008 | Номинация | Эмми                                  | Лучшая мужская роль второго плана в мини-сериале или фильме                                                      | Пересчёт (2008)               |
| 2007 | Номинация | Эмми                                  | Лучшая мужская роль в драматическом телесериале                                                                  | Спаси меня                    |
| 2007 | Номинация | Премия «Спутник»                      | Лучшая мужская роль в телевизионном сериале — драма                                                              | Спаси меня                    |
| 2007 | Номинация | Prism Awards                          | Performance in a Drama Series, Multi-Episode Storyline                                                           | Спаси меня                    |
| 2006 | Номинация | Эмми                                  | Лучшая мужская роль в драматическом телесериале                                                                  | Спаси меня                    |
| 2006 | Номинация | Премия «Спутник»                      | Лучшая мужская роль в телевизионном сериале — драма                                                              | Спаси меня                    |
| 2006 | Номинация | Prism Awards                          | Performance in a Drama Series, Multi-Episode Storyline                                                           | Спаси меня                    |
| 2005 | Номинация | Эмми                                  | Outstanding Writing for a Drama Series                                                                           | Спаси меня                    |
| 2005 | Номинация | Золотой глобус                        | Лучшая мужская роль в телевизионном сериале — драма                                                              | Спаси меня                    |
| 2005 | Номинация | Премия «Спутник»                      | Лучшая мужская роль в телевизионном сериале — драма                                                              | Спаси меня                    |
| 2003 | Номинация | Kids’ Choice Awards                   | Favorite Voice from an Animated Movie                                                                            | Ледниковый период             |
| 2003 | Номинация | DVD Exclusive Awards                  | Best Actor | Наперекосяк (2001)            |
| 2002 | Номинация | Ассоциация телевизионных критиков     | Individual Achievement in Comedy                                                                                 | Убойная служба                |
| 2000 | Победа    | Blockbuster Entertainment Awards      | Favorite Supporting Actor — Drama/Romance                                                                        | Афера Томаса Крауна (1999)    |
| 1996 | Победа    | CableACE Award                        | Best Directing: Comedy                                                                                           | Любимые смертные грехи (1995) |
| 1992 | Победа    | Edinburgh International Arts Festival | Critic’s Award                                                                                                   | No Cure for Cancer (1992)     |
| 1992 | Победа    | BBC Festival                          | Recommendation Award                                                                                             | No Cure for Cancer (1992)     |